# Puntius titteya
Cá đòng đong anh đào hay cá râu anh đào hay cá anh đào hay còn gọi là cá hồng đào, cá huyết hồng đào (Danh pháp khoa học: Puntius titteya) là một loài cá nhiệt đới nước ngọt trong họ Cyprinidae. 

## Đặc điểm
Kích thước tối đa của chúng lên đến 5 cm, Màu sắc chủ đạo gồm đen, đỏ, trắng. Cá trống có màu đỏ thắm khi đã trưởng thành, cá mái màu nhạt và luôn hiện rõ một vân đen từ mắt đến đuôi. Cá Anh Đào có một cơ thể mong manh hơn những con cá cùng họ của chúng. Cơ thể chúng gồm một dải màu đen mờ và một dải vàng mờ chạy dọc trên nền cơ thể màu trắng đỏ. Trong giai đoạn sinh sản, cá Anh Đào đực sẽ chuyển sang màu đỏ tươi, điều này lý giải tại sao chúng lại có tên là cá Anh Đào. Chúng khá nhút nhát.
Cá dễ sinh sản, đẻ trứng dính trên giá thể là cây thủy sinh. Trong mùa sinh sản, cá đực và cá cái sẽ bắt cặp với nhau. Con cái đẻ trứng, con đực sẽ theo sau để thụ tinh. Cá con sẽ bơi tự do sau 5 ngày. Trong điều kiện nuôi nhốt cần cho cá bột ăn tôm ngâm nước muối, Artemia cho đến khi chúng đủ lớn để ăn các loại thức ăn khô và đông lạnh nghiền khác.